# Henrik II av Kastilien
Henrik II av Kastilien, även Enrique de Trastámara eller Henrique de Trastamar, född 13 januari 1334, död 29 maj 1379, var kung av Kastilien 1369-1379. 

## Biografi
Henrik II var oäkta son till Alfons XI av Kastilien och dennes älskarinna Eleanor av Guzman och därigenom halvbror till Peter I av Kastilien. Han besteg tronen efter att ha dödat sin halvbror under det kastilianska inbördeskriget 1366–1369.
I äktenskapet med sysslingen Juana Manuel av Kastilien fick Henrik bland andra sonen och efterträdaren Johan I av Kastilien.